# Euoplos raveni
Espèce
Euoplos raveni est une espèce d'araignées mygalomorphes de la famille des Idiopidae.

## Distribution
Cette espèce est endémique du Queensland en Australie. Elle se rencontre vers Brisbane au sud de la Brisbane River.

## Description
Le mâle holotype mesure 16,06 mm.

## Étymologie
Cette espèce est nommée en l'honneur de Robert John Raven.

## Publication originale
- Wilson & Rix, 2021 : « Systematics of the Australian golden trapdoor spiders of the Euoplos variabilis-group (Mygalomorphae: Idiopidae: Euoplini): parapatry and sympatry between closely related species in subtropical Queensland. » Invertebrate Systematics, vol. 35, no 5, p. 514-541.